# Mérigny
Mérigny – miejscowość i gmina we Francji, w Regionie Centralnym, w departamencie Indre.
Według danych na rok 1990 gminę zamieszkiwały 563 osoby, a gęstość zaludnienia wynosiła 18 osób/km² (wśród 1842 gmin Regionu Centralnego Mérigny plasuje się na 632. miejscu pod względem liczby ludności, natomiast pod względem powierzchni na miejscu 322.).